# Wilhelm Dilthey
Wilhelm Dilthey, nemški zgodovinar, sociolog, literarni teoretik in filozof, * 19. november 1833, Biebrich, Nemčija, † 1. oktober 1911, Seis am Schlern. 
Velja za začetnika hermenevtične metode v družboslovnem raziskovanju.